# Shōwa (Gunma)
Pour les articles homonymes, voir Showa.
Shōwa (昭和村, Shōwa-mura) est un village du district de Tone, dans la préfecture de Gunma au Japon.

## Géographie

### Situation
Le village de Shōwa est situé sur le plateau volcanique Akagi, dans la partie nord-est de la préfecture de Gunma sur l'île de Honshū. Il s'étend du nord au sud sur 8,5 km et, dans sa plus grande longueur, sur environ 12 km du mont Akagi au sud-est, à la rivière Katashina au nord-ouest. Celle-ci dessine la limite nord du village et rejoint au nord-ouest le fleuve Tone qui en forme la limite ouest.
La superficie de Shōwa est de 64,17 km2 dont 40 % de terres agricoles et 32 % de forêts.

### Démographie
Au 1er avril 2015, la population s'élevait à 7 681 habitants.
La population du village ne cesse de décroître depuis le début des années 1990, passant de 8 242 habitants en 1994 à 7 757 en 2009 puis à 7 681 en 2015.

### Municipalités voisines
| Numata    | Numata    | Numata    |
| Numata    | Shōwa     | Numata    |
| Shibukawa | Shibukawa | Shibukawa |

### Climat
La température annuelle moyenne est d'environ 11,6 °C. L'hiver, le mercure peut descendre jusqu'à −5 °C et grimper jusqu'à 30 °C en été. Le village est recouvert par la neige de novembre jusqu'au début de mars.

### Toponymie
Le nom du village a été établi en 1958 sur proposition des villageois. Il fait référence au fait que le village a été fondé à l'ère Shōwa (1926-1989).

## Histoire
Pendant l'ère Edo, l'actuel village de Shōwa était divisé entre six villages du district de Seta dans la province de Kōzuke. C'était un passage obligé pour les seigneurs féodaux de la province d'Echigo et du domaine d'Aizu dans la province de Mutsu soumis au sankin-kōtai, ce système de résidence alternée qui les obligeait à passer une année sur deux à Edo. Proche de la Nakasendō, une route reliant Edo à Kyoto, c'était aussi une voie de communication destinée aux échanges commerciaux et culturels.
En 1889, la mise en place du nouveau système d'administration des municipalités élaboré par le gouvernement de Meiji impose la fusion des six villages du district de Seta pour former les deux nouveaux villages d'Itonose et Kuroho.
Le 11 novembre 1958, le village de Shōwa est officiellement établi par la fusion des villages d'Itonose et Kuroho.
En août 1961, le quartier d'Ogose de l'ancien village d'Akagine voisin est intégré au village.

## Économie
La sériciculture était une activité économique très développée à l'ère Meiji (1868-1912) ; il existait plus de 400 établissements d'élevage de vers à soie qui ont aujourd'hui pratiquement tous disparu. Dans les années 2010, l'agriculture et la sylviculture sont les deux principaux secteurs d'activités économiques du village.
Le village de Shōwa est le « pays des légumes » où poussent des laitues, des épinards, du komatsuna (moutarde épinard du Japon), une sous-espèce de Brassica rapa, des brocolis, des tomates, des concombres et du konjac, légume emblématique de la production agricole du village.

## Culture locale et patrimoine

### Patrimoine culturel
Le village de Shōwa est membre de l'association des Plus Beaux Villages du Japon depuis 2009.

#### Château d'Azo
Propriété du clan Numata à la fin de l'époque Sengoku (milieu du XVe siècle-fin du XVIe siècle) et annexe du château de Numata, le château d'Azo est détruit en 1581 par les troupes du clan Sanada.
Aujourd'hui, de l'ancien château il ne reste que des vestiges.

#### Château de Nagaizaka
Le château de Nagaizaka a probablement été construit à l'ère Eiroku (1558-1570). Il était la propriété du clan Nagao et a été l'un des théâtres des guerres opposant les troupes d'Uesugi Kenshin à celles de Takeda Shigen et, plus tard, au clan Hōjō.
En 1590, le château est détruit à l'issue d'une énième confrontation entre les clans Numata et Sanada.

#### Sites archéologiques
Le village de Shōwa possède quelques sites archéologiques. Les sites d'Itoitayū,, Itoimiyanomae,, Nakadana, et de Kawahakeikusabara, dans l'ouest du village, sont des lieux de fouilles où des outils en pierre et de la céramique de la période Jōmon, des structures d'habitats primitifs datant des périodes Jōmon, Yayoi et de Heian ont été mis au jour.

### Patrimoine naturel

#### Arbres centenaires
Le village de Shōwa est planté de nombreux arbres, en particulier diverses variétés de cerisiers. Certains de ces arbres sont plus que centenaires comme le zelkova du Japon du temple Unshō dans l'ouest du village, haut de 18 m et vieux de plus de 700 ans en 2015.

### Spécialités gastronomiques

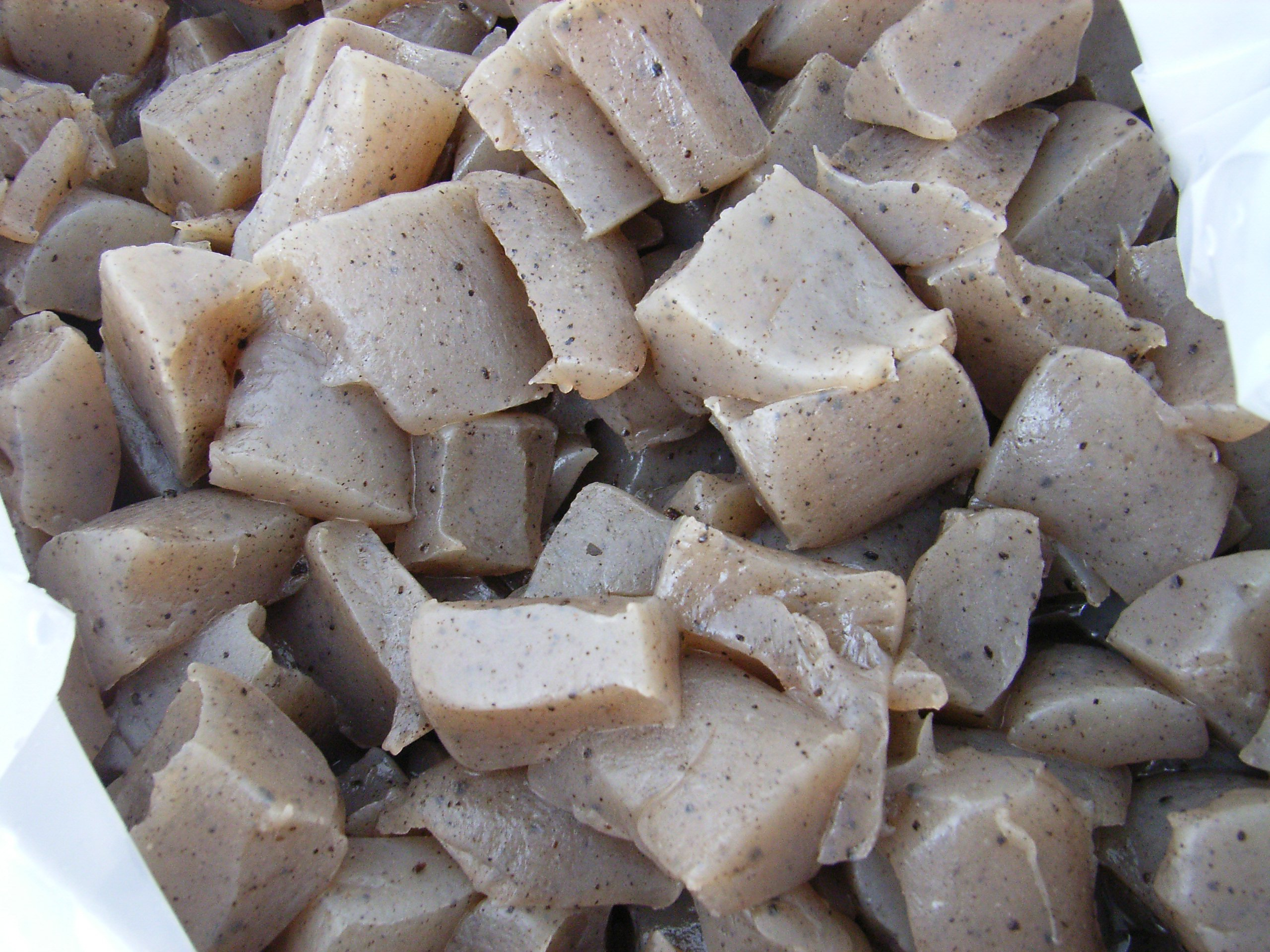
Morceaux de konnyaku.

Le village de Shōwa est un village agricole qui produit surtout des légumes dont le konjac à partir duquel est élaboré le konnyaku, une pâte faite de farine de konjac. De nombreuses spécialités culinaires de Shōwa sont à base de konnyaku comme le bibimbap à la viande hachée, les dango ou encore les gobō maki de konnyaku, des rouleaux frits de grande bardane fourrés avec une préparation à base de konnyaku.

### Symboles municipaux
Depuis juillet 1987, la fleur symbole du village de Shōwa est l'azalée, son arbre symbole est le cerisier du Japon et son oiseau symbole le faisan versicolore, oiseau national du Japon.